# Oxisol

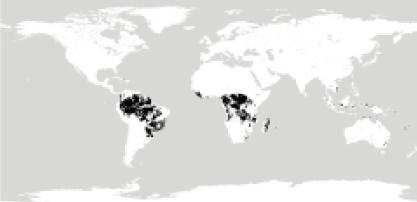
Gli Oxisol nel mondo.

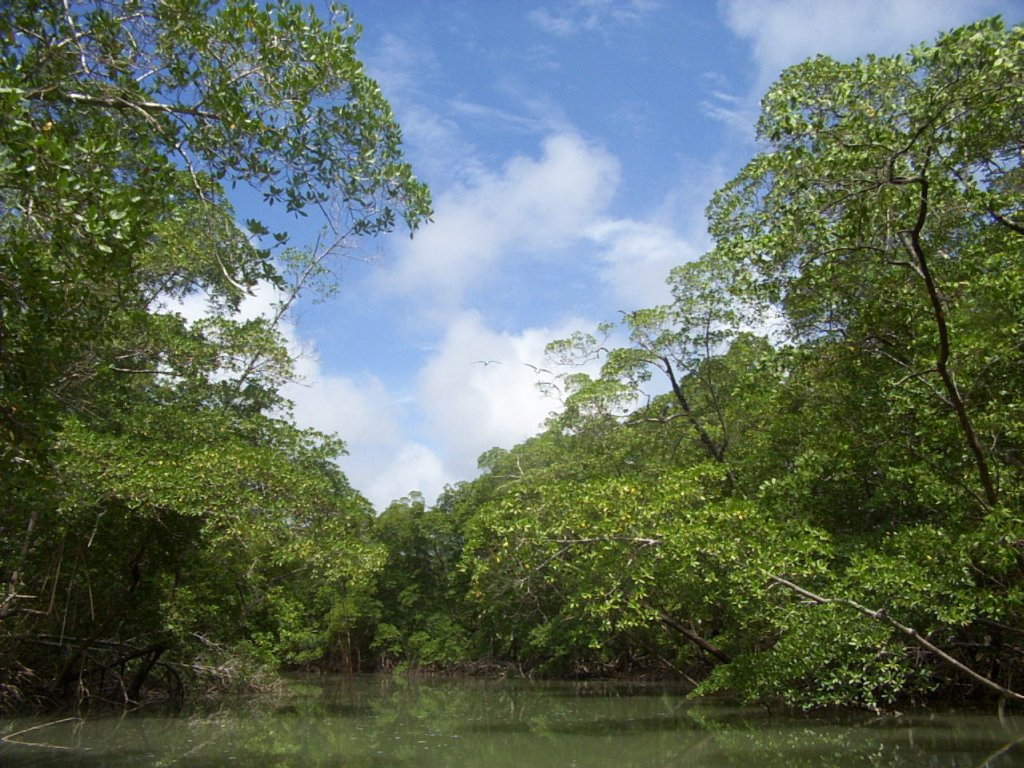
Gli oxisuoli vengono generalmente associati al bioma della foresta equatoriale.

L'ordine degli Oxisol è uno dei 12 ordini della tassonomia del suolo secondo USDA. Il suffisso utilizzato per quest'ordine è ox.

## Caratteristiche
I suoli ricompresi in questo ordine sono caratteristici delle regioni tropicali piuttosto umide e calde. Il pedoambiente molto aggressivo provoca intenso dilavamento della silice e dei cationi derivanti dall'alterazione chimica dei minerali primari; si rinvengono quindi principalmente quarzo, caolinite, ossidi di ferro e alluminio (che causano arrossamenti del profilo) in un tipico orizzonte diagnostico, caratteristico dei suoli di questo ordine, chiamato oxico. Il contenuto di sostanza organica è piuttosto basso, così come la capacità di scambio cationico (CSC): il risultato è un suolo molto povero e pochissimo fertile.
I processi pedogenetici (dominante quello della ferrallitizzazione) proseguono pressoché indisturbati da molte migliaia di anni, data la stabilità complessiva degli ambienti tropicali ed equatoriali; il risultato è che molti oxisuoli raggiungono spessori rilevantissimi, anche di parecchi metri. Gli Oxisol che al giorno d'oggi si rinvengono in climi troppo aridi (sottordine dei Torrox), tuttavia, sono da ritenersi dei suoli relitti, sviluppatisi in epoche di clima più umido e sottoposti oggi ad altri sviluppi pedogenetici.
Tali caratteristiche consentono di comprendere molto bene, ad esempio, le pesanti ripercussioni del taglio sistematico della foresta equatoriale. Questo è un ecosistema fragile, che si regge per intero su pochi centimetri di suolo fertile: la sua messa a nudo provoca in breve tempo un fortissimo depauperamento dello strato fertile, magari seguito da indurimento del terreno che fa sì che questi suoli non siano, a meno di continui ammendamenti, indicati per l'agricoltura.

## Sottordini

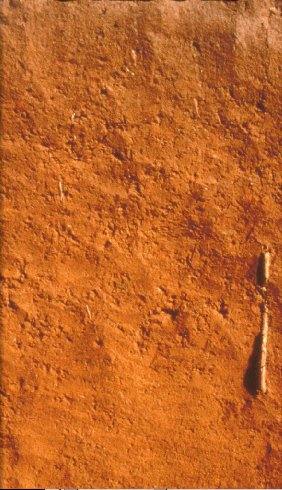
Orizzonte oxico di un oxisuolo.

Quest'ordine si suddivide in cinque sottordini:
- Aquox: Oxisol in cui si manifestano condizioni aquiche;
- Torrox: Oxisol che hanno un regime di umidità aridico;
- Ustox: Oxisol che hanno un regime di umidità ustico;
- Perox: Oxisol che hanno un regime di umidità perudico;
- Udox: Oxisol con regime di umidità udico.

### Aquox
Sono compresi in questo sottordine gli Oxisol umidi, situati in zone depresse con problemi di drenaggio che porta a condizioni aquiche. Nei suoli interessati da falda idrica fluttuante, che causa mobilizzazione periodica del ferro, si ha la formazione di concrezioni, noduli e plintite. Sono suoli poco diffusi a livello mondiale.
Vengono individuati quattro grandi gruppi:
- Acraquox: Aquox a capacità di scambio cationico molto ridotta;
- Eutraquox: gli Aquox dotati di tasso di saturazione in basi maggiore del 35% entro 125 cm di profondità;
- Plinthaquox: gli Aquox dove si è formata una plintite che forma una fase continua entro 125 cm di profondità;
- Haplaquox: altri Aquox, gli ortotipi.

### Perox
Gli Oxisol delle zone molto umide, a regime di umidità perudico; sono complessivamente poco diffusi a livello mondiale.
Vengono identificati cinque grandi gruppi:
- Sombriperox: Perox con presenza di un orizzonte diagnostico sombrico, poco conosciuti e presenti solo in alcune zone tropicali.
- Acroperox: i Perox con una bassissima capacità di scambio cationico;
- Eutroperox: i Perox con una certa dotazione in basi di scambio (saturazione in basi superiore al 35%).
- Kandiperox: i Perox con un orizzonte diagnostico kandico entro un metro e mezzo di profondità del suolo minerale.
- Haploperox: gli ortotipi, senza le caratteristiche distintive dei precedenti grandi gruppi.

### Torrox
Sono gli Oxisol delle regioni aride, che manifestano di conseguenza un regime di umidità aridico. Dato che il clima attuale non è favorevole allo sviluppo di un oxisuolo, questi suoli sono dei "relitti" di altre epoche che hanno visto, almeno in alcuni periodi, climi più umidi.
I Torrox sono relativamente più fertili della media degli Oxisol, dato il tasso di saturazione in basi relativamente alto e, se ben concimati e irrigati, possono dare buoni risultati agronomici. Se ne possono ritrovare nelle isole Hawaii e in alcune zone dell'Australia.
Il sottordine dei Torrox si divide in tre grandi gruppi:
- Acrotorrox: i Torrox con bassissima capacità di scambio cationico;
- Eutrotorrox: i Torrox dotati di un tasso di saturazione in basi relativamente elevato, maggiore del 35% negli orizzonti entro i 125 cm di profondità;
- Haplotorrox: gli ortotipi, senza le caratteristiche "estreme" degli altri grandi gruppi.

### Udox
Sono gli oxisuoli ben drenati che si trovano in regioni a regime di umidità udico; si differenziano dai Perox per avere un breve periodo secco, generalmente di durata non superiore a 1-3 mesi. Gli Udox si osservano su vastissime estensioni, specialmente nelle regioni equatoriali sudamericane, africane e asiatiche.
Vengono individuati cinque grandi gruppi:
- Acrudox: Udox con bassissima capacità di scambio negli orizzonti superficiali;
- Sombriudox: Udox con un orizzonte diagnostico sombrico. Sono pochissimo conosciuti e si rinvengono solo in Africa, nella zona della Rift Valley;
- Eutrudox: gli Udox con un tasso di saturazione in basi piuttosto elevato, superiore al 35%;
- Kandiudox: gli Udox con un orizzonte diagnostico kandico entro un metro e mezzo dalla superficie del suolo minerale, dovuto all'accumulo di argille di neoformazione di tipo 1:1;
- Hapludox: altri Udox che non rientrano nelle precedenti categorie.

### Ustox
Gli Oxisol a regime di umidità ustico; in un anno normale, le piante non crescono in continuazione dato che il suolo è secco per periodi variabili fra 3 e 9 mesi. Unitamente agli Udox, questi suoli si estendono su vaste superfici in Sud America, Australia e Africa.
I grandi gruppi in cui si divide il sottordine sono cinque:
- Acrustox: Ustox con bassissima capacità di scambio negli orizzonti superficiali;
- Sombriustox: Ustox con un orizzonte diagnostico sombrico. Sono pochissimo conosciuti e si rinvengono solo in Africa, nella zona della Rift Valley;
- Eutrustox: gli Ustox con un tasso di saturazione in basi piuttosto elevato, superiore al 35%;
- Kandiustox: gli Ustox con un orizzonte diagnostico kandico entro un metro e mezzo dalla superficie del suolo minerale;
- Haplustox: altri Ustox che non rientrano nelle precedenti categorie.